# Макароны
Макаро́ны (итал. maccheroni) — макаронные изделия в виде трубочек разного диаметра и длины. В России макаронами часто называют любые виды макаронных изделий. К другим видам трубчатых изделий относятся перья, рожки и улитки.
В русский язык слово «макароны» попало из фр. maccaroni и нем. Makkaroni языков, которые в свою очередь заимствовали его из итал. maccheroni. Истоки слова, возможно, восходят к греч. μακαρία, макария, означающего «варево из ячменной муки или крупы».

## Производство
Предлагаемые на мировом рынке макароны имеют различные рецептуры исходных компонентов и разнообразные технологии производства.
Для приготовления макарон высокого качества обязательно использование муки из зерна пшеницы так называемых твёрдых сортов. Твёрдые сорта пшеницы отличает от обычных сортов повышенное содержание клейковины в зерне. Это делает готовый продукт красивым внешне и приятным в употреблении: высококачественные макароны сохраняют свою форму и упругость после варки в кипящей воде.
Так как количество клейковины в зерне зависит от сухой и солнечной погоды на последнем этапе созревания пшеницы, зерно, пригодное для изготовления макаронной муки, может производиться лишь в определённых местах Земного шара. Твёрдые сорта пшеницы имеют на мировом рынке большой и устойчивый спрос, что и определяет высокие цены на такое зерно.

## Национальные традиции
Традиционно в Италии макароны варят до состояния al dente и подают с разнообразными соусами-добавками, специально созданными кулинарами для добавления в блюдо.
В кухнях других стран макароны часто являются лишь гарниром как продукт предлагаемый к мясным и иным компонентам блюда.
Макароны традиционно являются популярным продуктом в армиях многих стран мира и часто пользуются спросом в условиях дальних экспедиций. Такая популярность обусловлена тем, что макароны, как полуфабрикат, имеют небольшой вес, длительные сроки хранения, простоту упаковки и транспортировки, и сравнительно простые и быстрые способы приготовления.
В итальянском городе Сан-Ремо был открыт первый в мире Музей макаронных изделий